# 庙沟组
庙沟组是位于中国内蒙古阿拉善右旗、甘肃一带的白垩纪地层，1953年由甘克文、孟庆麟、张家环命名。该地层以棕红、紫红色砾岩、砂砾岩（上部），砖红、灰白、黄绿色砂岩（下部）为主，下部间夹砂砾岩，砂质泥岩、泥灰岩。